# Уелєнське сільське поселення
Уелєнське сільське поселення (рос. Уэленское сельское поселение) — муніципальне утворення в складі Чукотського району Чукотського автономного округу Російської Федерації. Адміністративний центр — село Уелєн. Станом на 1 січня 2009 року на території сільського поселення проживало 740 осіб.